# Tomcsányi Mihály (építész, 1946)
Ifj. Tomcsányi Mihály (ukránul: Михайло Михайлович Томчаній) (Ungvár, 1946. november 9. –) magyar–ruszin építészmérnök, városépítész, grafikusművész. Édesapja id. Tomcsányi Mihály (Gerény, 1914. július 16.– Ungvár, 1975. január 19.) kárpátaljai író, édesanyja Paál Gizella Anna (Kisújszállás, 1922. április 24.– Ungvár, 2008. március 19.)

## Élete
Középiskoláit 1953–1964 között Ungváron végezte, azt követően 1965-től a Kijevi Állami Művészeti Egyetem (ma Ukrán Nemzeti Művészeti és Építészeti Akadémia) építészmérnöki karán folytatta tanulmányait, amelyet 1971-ben végzett el. 1971–től 1980-ig a Kárpátaljai Városépítészeti Tervező Intézetben vezető tervezőként tevékenykedett. 1980-tól 1990-ig Ungvár főépítésze volt. Sokat tett a város történelmi örökségének megmentéséért és városfejlesztési politikájának megalapozásáért. 1977-től 1980-ig Kárpátaljai Építészek Szövetségének elnöke volt. 1981-től tagja a moszkvai székhelyű Városi és Területi Főépítészek Országos Tanácsának. 1990-től 1991-ig alapító elnöke volt a Kárpáti Ruszinok Szövetségének (lásd: «ruszinok»; «rutének»). 1991-ben áttelepült Magyarországra és folytatta építészmérnöki tevékenységét. Jelenleg Budapesten él feleségével, Tomcsányi (Ahmetova) Margaritával és a legifjabb Mihály fiával. 1993-tól bejegyzett vezető tervező (É1 01-2216/04). A Magyarországi Építész Kamarának megalakulásától kezdve tagja.

## Alkotásai
Grafikusművészként több mint 50 könyvet illusztrált. Munkáival részt vett területi országos és nemzetközi kiállításokon.
Épületei:
- Irodaház, Ungvár, 1972
- Szülészeti Otthon, Munkács, 1972
- Irodaház, Ungvár, 1975
- Bozdos-parki lakótelep, Ungvár, 1976.
- Bíróság épülete, Perecseny, 1977
- Bíróság épülete, Nagyberezna, 1977
- Központi Posta épülete, Ungvár, 1979
- Ungvár központjának részletes rendezési terve, 1984
- Vendéglő, Chişinău, 1987
- Ungvár. Szinház homlokzatának terve. 1987
- Ungvár általános rendezési terve, 1987
- Társasházi lakótelep, Ungvár, 1989
- Pedagógusok Területi Továbbképző Intézete, 1990
- Irodaház, Ungvár, 1990
- Budapest, XVI ker. Bácska u. alatti családi ház, 1993
- Taksony, családi ház, 1994.(társtervező)
- Szálloda, Szterlitamak (Baskiria), 1995 (társtervező)
- Pestliget (Vác mellett) központjának rendezési terve (társtervező), 1996.
- Nagykovácsi, Séta utcai családi Ház, 1997
- Budapest, V ker., Váci u. 22 alatti épület átalakítása és bővítése, 1997
- Nádudvar, NAGISz Irodaház (társtervező), 1998
- Panzió, Sárospatak, 1998 (társtervező)
- Bp. I. ker., Bérc u. 13-15 alatti épület átalakítása (Külügyminisztérium, HMH), 1998 (társtervező)
- Nagykovácsi, Cseresznye u. 10 alatti Családi Ház, 2001.
- Bp. VIII ker. Múzeum krt.12 – „Múzeum kávéház” homlokzati arculatának átalakítása, 2002.